# كاليب تارشفسكي
كاليب تارشفسكي (بالإنجليزية: Kaleb Tarczewski)‏ مواليد 26 فبراير 1993، هو لاعب كرة سلة محترف أمريكي. يبلغ طوله 7 قدم 0 بوصة (2.1 م). مثّل منتخب بلاده. لعب كرة السلة الجامعية في جامعة أريزونا.

## روابط خارجية
- كاليب تارشفسكي على موقع الاتحاد الدولي لكرة السلة (الإنجليزية)
- كاليب تارشفسكي على موقع دوري كرة السلة الياباني للمحترفين (اليابانية)
- كاليب تارشفسكي على موقع سبورتس رفرنس (الإنجليزية)
- كاليب تارشفسكي على موقع كرة السلة الأوروبية.كوم (الإنجليزية)
- كاليب تارشفسكي على موقع DraftExpress.com (الإنجليزية)
- كاليب تارشفسكي على موقع إي إس بي إن.كوم (الإنجليزية)
- كاليب تارشفسكي على موقع كلية كرة السلة في سبورتس رفرنس.كوم (الإنجليزية)
- كاليب تارشفسكي على موقع ريلجم (الإنجليزية)
- كاليب تارشفسكي على موقع بروبوليرز (الإنجليزية)
- كاليب تارشفسكي على موقع سبورتس رفرنس (الإنجليزية)